# Sonic 2, le film
Pour les articles homonymes, voir Sonic the Hedgehog 2.
Série Sonic
Sonic, le film
(2020) Sonic 3, le film
(2024)
Pour plus de détails, voir Fiche technique et Distribution.
Sonic 2, le film ou Sonic le hérisson 2 au Québec (Sonic the Hedgehog 2) est un film américano-japonais réalisé par Jeff Fowler, sorti en 2022.
Il fait suite à Sonic, le film, du même réalisateur, sorti en 2020.
Il s'agit d'une adaptation cinématographique, mêlant animation et prise de vues réelles, du personnage Sonic, tirée de la série de jeux vidéo du même nom éditée par Sega.
Le film suit Sonic qui veut devenir un justicier mais manque encore de maturité. Le Dr Robotnik revient sur Terre avec un nouveau partenaire, Knuckles. Ils sont à la recherche d’une émeraude qui a d'immenses pouvoirs. Sonic fait équipe avec son nouvel acolyte, Tails pour trouver la pierre avant eux.
Il remporte l'édition 2023 des Kids' Choice Awards.
Le film reçoit des critiques mitigées dans la presse. Côté box-office, il surpasse les chiffres du 1er opus, tout en réalisant plus de 2 millions d'entrées en France.

## Synopsis
Coincé sur la planète Champignon depuis deux cent quarante-trois jours, le Dr Robotnik utilise l'épine de Sonic toujours en sa possession pour lancer une expérience destinée à lui permettre de revenir sur Terre et se venger de Sonic. Un anneau faisant office de portail apparait avec trois individus armés qui le traversent. Le scientifique les maîtrise avec des pièges qu'il avait installés. Il s'apprête à franchir le portail lorsque Knuckles, un échidné anthropomorphe rouge, le traverse et lui bloque le passage. Robotnik propose à l'échidné, intéressé par la provenance de l'épine, de lui montrer le chemin de la Terre.
Pendant ce temps sur Terre, le hérisson tente d'utiliser ses pouvoirs pour devenir un justicier, mais alors qu'il était en train d'arrêter un vol, il détruit accidentellement un pâté de maisons dans un quartier de Seattle et manque de blesser plusieurs personnes. Il retrouve Tom à la pêche et ce dernier lui dit qu'il n'est encore qu'un adolescent et qu'il doit être plus responsable et rester patient, jusqu'au jour où ses pouvoirs seront nécessaires.
Tom et Maddie partent à Hawaï pour le mariage de Rachel et laissent Sonic seul à la maison. Alors qu'il passe la nuit à faire la fête, il est attaqué par Knuckles et Robotnik, arrivés sur Terre. Pendant le combat, l'échidné mentionne un pouvoir absolu, ce qui attise l'intérêt du savant. Sonic est ensuite sauvé par Tails, un renard anthropomorphe à deux queues qui peut les faire tourner pour voler, arrivé sur Terre peu avant. Le jeune renard explique que Knuckles cherche l'« Émeraude Mère ». De son côté, le savant apprend l'existence de l'émeraude et propose à Knuckles de l'aider à la retrouver en échange de la mort de Sonic. Robotnik retrouve l'agent Rock, ainsi que son ancienne technologie et ses robots, puis lui présente l'échidné.
Sonic et Tails trouvent un enregistrement caché de Longclaw dans la carte qu'elle avait donné à Sonic. Ils y apprennent qu'elle a choisi la Terre comme refuge pour Sonic car c'est ici que se trouve l'Émeraude Mère, qui a le pouvoir de faire des pensées une réalité. Elle était la gardienne de ce joyau et demande à Sonic de la trouver et la protéger à son tour. La carte indique qu'une boussole qui devrait les conduire à l'émeraude se trouve en Sibérie. Tails est réticent à l'idée de partir à l'aventure mais Sonic le convainc de l'aider à atteindre l'Émeraude Mère avant Knuckles.
En Sibérie, Sonic et Tails se confient l'un à l'autre et se rapprochent. Les deux nouveaux amis trouvent un temple de la tribu des chouettes. Ils y découvrent que l'Émeraude Mère a été créée par la tribu des échidnés à partir des sept Émeraudes du Chaos et qu'elle permet à un guerrier seul de détruire des armées entières. La tribu des chouettes leur a ensuite dérobé l'émeraude pour que personne ne puisse détenir ce pouvoir. Ils trouvent la boussole mais ils sont à nouveau attaqués par leurs ennemis. L'échidné révèle au hérisson être le seul survivant de sa tribu, anéantie lors de l'attaque contre Longclaw, et qu'il considère Sonic responsable de la mort de son père. Robotnik vole la boussole et part avec son allié, laissant Tails inconscient en lui tirant dessus avec 2 missiles. Knuckles s'étonne que Sonic porte secours à Tails au lieu de les poursuivre. Alors qu'une avalanche se déclenche, Sonic appelle Tom pour activer l'anneau qu'il lui a donné afin de les sauver et interrompt le mariage en cours. Sonic explique la situation à Tom et Maddie avant que le hérisson, le renard, puis Tom qui essayait de les aider, soient capturés par les invités du mariage, qui étaient secrètement des agents des Gardiens Unis de la Nation (GUN), une agence fédérale créée après les incidents de San Francisco pour combattre les forces extraterrestres telles que Sonic.
En utilisant des gadgets de Tails, Maddie sauve Sonic, Tails et Tom tandis que Rachel règle ses comptes avec Randall (le marié) et finit par se réconcilier avec lui. Pendant ce temps, Robotnik et Knuckles trouvent un temple contenant l'Émeraude Mère grâce à la boussole, ce qui déclenche un faisceau vert partant du temple vers le ciel. Sonic et son groupe voient le faisceau au loin et le chef du GUN comprend que Robotnik est de retour. Sonic se rend seul au temple, par peur de blesser quelqu'un d'autre, et confronte Knuckles à l'autel de l'émeraude. Alors qu'ils se battent, Robotnik absorbe l'émeraude, devient tout puissant et disparaît. Le temple commence à s'effondrer et Sonic et Knuckles s'entraident pour s'échapper puis se confient et se rapprochent. Ils acceptent de travailler ensemble pour vaincre Robotnik et reprendre l'Émeraude Mère, tandis que Tails arrive dans un biplan pour les récupérer.
Robotnik se téléporte à Green Hills et utilise son nouveau pouvoir pour créer un robot géant à son effigie le Robot DeathEgg, qui semble invincible. Sonic, Tails et Knuckles travaillent ensemble pour le combattre et Knuckles finit par expulser le joyau du corps du savant. Robotnik, n'étant plus tout puissant, utilise la puissance de secours de son robot. Sonic a été blessé dans l'affrontement mais il est aidé par Tom et Maddie. Il essaie d'utiliser l'Émeraude Mère, mais elle se brise et révèle les sept Émeraudes du Chaos. Sonic les absorbe et se transforme en Super Sonic. Il devient doré, sa force augmente et il peut voler. Il détruit le robot et le fait tomber en arrière avec Robotnik toujours dessus. Le hérisson revient à la normale et les émeraudes s'en vont au loin. Knuckles réussit à réparer l'Émeraude Mère et Sonic, Tails et lui décident d'en être les nouveaux gardiens.
Sonic, Tails et Knuckles jouent au baseball avec Tom et Maddie, jusqu'à ce que Knuckles, qui a bien du mal à comprendre le concept de jeu, ait fait perdre leur balle et qu'ils décident de manger une glace.

### Scène post-générique
Les forces du GUN sont arrivées sur le site où le robot géant de Robotnik a été détruit. Ils n'ont pas trouvé Robotnik, et le présument mort. Le général Walters apprend alors qu'en supprimant Robotnik de leurs bases de données, ses soldats ont trouvé un fichier datant d'il y a plus de cinquante ans. Ce fichier contient les coordonnées d'un site ultra-confidentiel. Walters semble comprendre et évoque le « Projet Shadow ». Pendant ce temps, quelque part, un hérisson noir et rouge se réveille.

## Fiche technique
Sauf indication contraire, les informations mentionnées dans cette section peuvent être confirmées par les bases de données cinématographiques IMDb et Allociné,  présentes dans la section « Liens externes ».
- Titre original : Sonic the Hedgehog 2 (États-Unis) ; ソニック・ザ・ムービー／ソニック VS ナックルズ (Japon)
- Titre français : Sonic 2, le film
- Titre québécois : Sonic le hérisson 2[1]
- Réalisation : Jeff Fowler
- Scénario : Patrick Casey, Josh Miller et John Whittington, d'après une histoire de Pat Casey et Josh Miller, d'après les personnages créés par Yuji Naka, Naoto Ōshima et Hirokazu Yasuhara
- Musique : Tom Holkenborg
- Direction artistique : Tara Arnett, Ilgi Candar Dyer, David Clarke, Don Macaulay, Sahby Mehalla et John Zachary
- Décors : Luke Freeborn
- Costumes : Debra McGuire
- Photographie : Brandon Trost
- Son : Erik Aadahl, Ron Bartlett, Anna Behlmer, Chris Duesterdiek, David Tichauer, Ethan Van der Ryn
- Montage : Jim May
- Production : Toby Ascher, Neal H. Moritz, Toru Nakahara et Hitoshi Okuno
  - Production exécutive : Allegra Clegg
  - Production déléguée : Tim Miller, Nan Morales, Haruki Satomi, Yukio Sugino et Shuji Utsumi
  - Production associée : Aaron Webber
  - Coproduction : Dmitri M. Johnson et Sammy Warshaw
- Sociétés de production[2] :
  - États-Unis : Original Film et Blur Studio, présenté par Paramount Pictures
  - Japon : Marza Animation Planet, en association avec Sega Sammy Group
- Société de distribution : Paramount Pictures (États-Unis) ; Paramount Pictures France (France) ; Toho-Towa (Japon) ; Paramount/Sony (Belgique)[3] ; Warner Bros. (Suisse)[3]
- Budget : 90 millions USD[4]
- Pays de production :  États-Unis,  Japon
- Langues originales : anglais, russe, français, latin, hawaïen, grec
- Format[5] : couleur — 35 mm/numérique — 2,39:1 (CinemaScope) — son Dolby Atmos/Dolby Digital/Auro 11.1/Dolby Surround 7.1/12-Track Digital Sound/DTS (DTS: X)/D-Cinema 96 kHz Dolby Surround 7.1
- Genre : aventure
- Durée : 122 minutes
- Dates de sortie[6] :
  - France, Belgique, Suisse romande : 30 mars 2022[7],[8],[9]
  - États-Unis, Québec : 8 avril 2022[1]
  - Japon : 19 août 2022
- Classification[10] :
  - États-Unis : des scènes peuvent heurter les enfants - accord parental souhaitable (PG - Parental Guidance Suggested)[N 2]
  - Japon : tous publics - pas de restriction d'âge (Eirin - G)
  - France : tous publics (conseillé à partir de 8 ans)[7],[11]
  - Belgique : tous publics (Alle Leeftijden)[8]
  - Suisse romande : interdit aux moins de 6 ans[12]
  - Québec : tous publics (G - General Rating)[1]

## Distribution

### Animation

#### Voix originales
- Ben Schwartz : Sonic
- Colleen O'Shaughnessey : Tails
- Idris Elba : Knuckles
- Donna Jay Fulks : Longclaw

#### Voix françaises
- Malik Bentalha : Sonic
- Marie-Eugénie Maréchal : Tails
- Frantz Confiac : Knuckles
- Françoise Cadol : Longclaw

#### Voix québécoises
- Maël Davan-Soulas : Sonic
- Marie-Ève Sansfaçon : Tails
- Widemir Normil : Knuckles
- Mylène Mackay : Grand-Bec

### Prises de vues réelles
Sauf indication contraire, les informations mentionnées dans cette section peuvent être confirmées par la base de données cinématographiques IMDb,  présente dans la section « Liens externes ».
- James Marsden (VF : Damien Boisseau ; VQ : Martin Watier) : Thomas Michael[réf. nécessaire] « Tom » Wachowski
- Jim Carrey (VF : Emmanuel Curtil ; VQ : Daniel Picard) : Dr Robotnik
- Tika Sumpter (VF : Déborah Claude ; VQ : Florence Blain Mbaye) : Maddie Wachowski
- Lee Majdoub (VF : Jérémy Prévost ; VQ : Renaud Paradis) : agent Rock (VF)/agent Duroc (VQ)
- Adam Pally (VF : Eilias Changuel ; VQ : Alexandre Fortin) : shérif adjoint[réf. nécessaire] Wade Whipple
- Natasha Rothwell (VF : Anne Mathot ; VQ : Catherine Hamann) : Rachel
- Shemar Moore (VF : David Krüger ; VQ : Fayolle Jean Jr.) : agent Randall Handel[réf. nécessaire]
- Tom Butler (VF : Michel Dodane ; VQ : Jacques Lavallée) : général Kenneth[réf. nécessaire] Walters, commandant du GUN
- Vladimir Ruzich (VF : Marc Bretonnière) : le danseur russe

Version française
- Studio de doublage : Titrafilm.
- Direction artistique : Hervé Rey et Barbara Tissier.
- Adaptation : Philippe Millet[réf. nécessaire].

Version québécoise
- Studio de doublage : Cinélume Post-Production Inc.
- Direction artistique : Sébastien Reding.
- Adaptation : Aurélie Laroche.

## Production

### Genèse et développement
Sonic, le film sort en 2020. Il reçoit globalement de bonnes critiques de la part de la presse. Le film est également un succès commercial avec 320 millions de dollars récoltés dans le monde. Il est notamment le 2e meilleur film au box-office 2020 au Canada et aux États-Unis.
En janvier 2020, Jim Carrey exprime son envie de faire une suite car selon lui son personnage, Robotnik, pourrait être davantage développé dans un second film : « I wouldn’t mind going to do another one because it was so much fun, first of all, and a real challenge to try to convince people that I have a triple-digit IQ... There is so much room, you know, Robotnik has not reached his apotheosis. » (« Ca ne me dérangerait pas d'en faire un autre parce que c'était si amusant, tout d'abord, et un vrai défi d'essayer de convaincre les gens que j'ai un QI à 3 chiffres... Il y a tellement d'espace, vous voyez, Robotnik n'a pas atteint son apothéose. »). En mars 2020, James Marsden révèle avoir signé un contrat pour plusieurs films. Un mois plus tard, l'acteur évoque son désir de voir apparaitre d'autres personnes des jeux vidéo Sonic, notamment Tails, présent dans une scène post-générique du premier film. Le réalisateur Jeff Fowler est lui aussi partant pour une suite et avoue vouloir se focaliser sur le personnage de Sonic et sa relation avec Tails, et développer davantage le personnage du Dr Robotnik.
Fin avril 2020, le scénariste Patrick Casey avoue être en négociations pour travailler sur le scénario mais que Paramount Pictures n'a alors pas encore officiellement validé le projet. Le studio officialise cette suite le 28 mai 2020. Jeff Fowler revient donc comme réalisateur, tout comme les deux scénaristes du premier film, Patrick Casey et Josh Miller. L'équipe de production est également globalement la même avec notamment Neal H. Moritz, Toby Ascher et Tim Miller.
En décembre 2020, le site The Illuminerdi annonce la présence de Knuckles ainsi que celle d'un nouveau personnage, Randall.
Le titre Sonic the Hedgehog 2 est officialisé le 10 février 2021.

### Attribution des rôles
En janvier 2021, Tika Sumpter annonce son retour dans le rôle de Maddie Wachowski. En février 2021, il est révélé que Jason Momoa est envisagé pour prêter sa voix à Knuckles. Le 10 août 2021, il est révélé que Idris Elba doublera Knuckles[réf. souhaitée]. Le 9 décembre 2021, il est révélé que Colleen O'Shaughnessey doublera Miles « Tails » Prower[réf. souhaitée].

### Tournage
Le tournage débute en mars 2021. Il a lieu en Colombie-Britannique (Vancouver, Ladysmith, Burnaby, Port Coquitlam), à Hawaï, dans l'Utah (Salt Lake City, Wendover, Bonneville Salt Flats, Provo), à Toronto, en Californie (Cuddeback Dry Lake) et en Pennsylvanie. Le tournage se termine en août 2021[réf. souhaitée].

### Musique
La bande originale du film s'intitule Stars in the Sky et est interprétée par Kid Cudi. La chanson sur laquelle Sonic fait la fête en solo chez les Wachowski est Here comes the Hotstepper, interprétée par Ini Kamoze. La chanson sur laquelle l'agent Rock s'inquiète au sujet du Dr Robotnik est Don't Know Why, interprétée par Norah Jones. La chanson sur laquelle Sonic et Tails remportent la battle de danse en Sibérie est Uptown Funk, interprétée par Mark Ronson et Bruno Mars.
La version japonaise utilise une version lyrique du thème Green Hill Zone de Dreams Come True appelée UP ON THE GREEN HILL,.

## Accueil

### Accueil critique
En France, la critique est plutôt mitigée. Pour 20 Minutes, « Sonic 2 parodie les films de superhéros avec bonne humeur en retrouvant l'énergie des jeux vidéo qui ont révélé le personnage ». LCI se montre plus circonspect : « Un moment de détente pour les petits davantage que pour les grands ».
Le Parisien, enthousiaste, résume sa critique de cette manière : « Un cocktail visuel explosif, un rien criard, mais on ne s'ennuie pas ». Le Monde choisit de résumer son aventure de cette manière : « [Le] surplus de personnages, d'actions et d'éléments iconiques du jeu ayant pour but d'accélérer le rythme et de divertir au maximum [...] est néanmoins insuffisant pour faire passer le prosaïsme des dialogues, de l'esthétique et de l'intrigue ».
Quant au JDD, la critique est beaucoup plus négative : « l'intrigue paresseuse, les enfants ne sortiront pas plus intelligents ; leurs parents, sans doute un peu abrutis par l'avalanche de péripéties pendant deux heures... ».
En France, le site Allociné donne une moyenne de 2,9⁄5, après avoir recensé treize critiques de presse. En Suisse, le Cinéman donne une moyenne de 2⁄5. Outre-Atlantique, les sites Rotten Tomatoes et Metacritic donnent respectivement une note de 69 % et 47⁄100,.

### Box-office
| Pays ou région    | Box-office        | Date d'arrêt du box-office | Nombre de semaines |
| ----------------- | ----------------- | -------------------------- | ------------------ |
| États-Unis Canada | 190 872 904 $     |                            | 13                 |
| France            | 2 236 393 entrées |                            | 13                 |
| Total mondial     | 405 421 518 $     | -                          | -                  |

Le jour de sa sortie, en France, Sonic 2, le film se place en tête du box-office des nouveautés avec 155 635 entrées pour 675 copies, devant Morbius et ses 76 081 entrées. Sa position de numéro 1 est confirmée pour sa première semaine d'exploitation en engendrant 749 372 entrées, devant les nouveautés Morbius (403 848) et En corps (332 971). La semaine suivante, Sonic 2 perd sa première place au profit de la nouveauté Qu'est-ce qu'on a tous fait au Bon Dieu ? (874 683) en réalisant 403 586 entrées. Grâce à ses entrées, Sonic 2 dépasse la barre symbolique du million d'entrées. Pour sa 3e semaine d'exploitation en France, Sonic 2, le film divise une nouvelle fois par deux ses tickets d'entrées dans les salles obscures en engrangeant 297 105 ventes supplémentaires. Toutefois, pour sa 4e semaine d'exploitation, Sonic 2 réussit à repartir à la hausse en termes de fréquentation dans les salles françaises (343 349 entrées) bien que le podium reste inchangé : Les Secrets de Dumbledore en première place et Qu'est-ce qu'on a tous fait au Bon Dieu ? en seconde.

## Distinctions
Sauf indication contraire, les informations mentionnées dans cette section peuvent être confirmées par la base de données cinématographiques IMDb,  présente dans la section « Liens externes ».

### Récompenses
- UBCP/ACTRA Awards : Meilleures cascades pour Colby Chartrand, Marny Eng, Kevin Fortin, Leif Havdale, Johnson Phan, Jeff Sanca
- Kids' Choice Awards 2023 : Film préféré

### Nominations
- The Game Awards 2022 : Meilleure adaptation
- Black Reel Awards 2023 : Meilleure performance vocale pour Idris Elba
- Kids' Choice Awards 2023 : Acteur préféré pour Jim Carrey

## Autour du film

### Éditions en vidéo
En France, le film Sonic 2 est sorti en VOD le 28 juillet 2022. Le film est sorti en DVD, Blu-ray, Blu-ray Ultra HD et SteelBook Blu-ray Ultra HD le 10 août 2022.
Au Québec, le film est sorti en copie numérique et sur Paramount+ le 24 mai 2022, puis en DVD, Blu-ray et Blu-ray Ultra HD le 9 août 2022.
Le court métrage Sonic Drone Home est inclus dans les bonus.

### Suite et autres projets
En février 2022, avant même la sortie du deuxième film, Sega et Paramount annoncent qu'un troisième film est déjà officiellement en développement. Ils annoncent également qu'une série spin-off centrée sur le personnage de Knuckles est aussi en préparation, avec une sortie prévue pour 2023 sur Paramount+.
En mars 2022, les producteurs du film annoncent vouloir créer un « univers cinématographique Sonic » (en anglais Sonic Cinematic Universe), avec plusieurs autres projets sur le long terme autour de la licence Sonic.
Lors d'une interview en mai 2022, les scénaristes Patrick Casey et Josh Miller révèlent que le troisième film est déjà en cours d'écriture et qu'ils visent une sortie pour 2024.
En août 2022, Sega et Paramount officialisent la sortie du troisième film pour le 20 décembre 2024.